# Первый человек на Луне (почтовая марка)
«Пе́рвый челове́к на Луне́» (англ. «First Man on the Moon») — коммеморативная почтовая марка, выпущенная Почтовой службой США 9 сентября 1969 года в честь полёта космического корабля «Аполлон-11» и первой высадки людей на Луну.
Полёт состоялся 16—24 июля 1969 года. Экипаж состоял из трёх человек: Нил Армстронг (командир), Эдвин Олдрин (пилот лунного модуля) и Майкл Коллинз (пилот командного модуля). 20 июля Армстронг и Олдрин совершили посадку в Море Спокойствия. Они оставались на Луне более 21 часа, совершив один выход на её поверхность. На марке изображён момент, когда Нил Армстронг, ставший первым человеком, ступившим на Луну, делает свой исторический шаг. Марка была напечатана с помощью типографского клише, которое находилось на борту «Аполлона-11», а также на борту лунного модуля «Орёл» («Eagle») на Луне, и возвратилось с астронавтами на Землю.
Памятная миниатюра стала самой большой по размеру почтовой маркой США из эмитированных к моменту её выпуска. Общий тираж марки составил 152 364 800 экземпляров.

## Предыстория
9 июля 1969 года, ровно за неделю до старта «Аполлона-11», Генеральный почтмейстер США Уинтон Блаунт объявил, что экипаж лунной экспедиции, которому предстоит осуществить первую высадку на Луну, возьмёт с собой в полёт типографское клише и «лунное письмо» (конверт с пробной маркой). Письмо на Луне будет погашено Нилом Армстронгом и Эдвином Олдрином специальным почтовым штемпелем, а клише будет использовано по возвращении астронавтов для печатания коммеморативной марки «Первый человек на Луне», которую планируется выпустить в августе того же года. Оба предмета после полёта должны были пройти положенный 21-дневный карантин, после чего погашенное «лунное письмо» должно было быть возвращено Почтовому департаменту США для последующего экспонирования в Вашингтоне и других городах США, а также за рубежом.
Идея специальной почтовой марки и «лунного письма» была одобрена лично Президентом США Ричардом Никсоном. Разработка дизайна марки и изготовление клише велись в обстановке строгой секретности. В детали был посвящён очень узкий круг сотрудников почтового ведомства США и Бюро гравировки и печати. Никакой бумажной переписки не допускалось. Информация передавалась только во время личных встреч.

## Художник марки
В качестве дизайнера марки был выбран Пол Ка́лли, один из восьми художников-участников программы НАСА по увековечиванию национальных достижений в космосе в изобразительном искусстве. До НАСА Калли был известен своими картинами и карандашными рисунками, а также иллюстрациями к научно-фантастическим литературным произведениям. С 1963 года он был привлечён к художественному документированию работ по реализации космических программ «Меркурий», «Джемини» и «Аполлон». Калли был автором дизайна коммеморативной двойной марки 1967 года, посвящённой полёту космического корабля «Джемини-4» и Эдварду Уайту, первому американцу, вышедшему в открытый космос.
Дизайн марки должен был быть готов за месяц до старта «Аполлона-11», который был намечен на 16 июля 1969 года. НАСА предоставило художнику фотографии космического корабля и всего оборудования, которое будет задействовано на поверхности Луны после посадки. Пол Калли даже посетил завод корпорации Грумман, на котором производились лунные модули для кораблей серии «Аполлон». Он был единственным «посторонним» человеком, которого эксклюзивно допустили в помещения, где Нил Армстронг, Майкл Коллинз и Эдвин Олдрин завтракали и облачались в скафандры ранним утром в день старта. Художник всё это время делал эскизы. Коллинз узнал его, несмотря на белый халат, шапочку и марлевую повязку, прервал завтрак, встал из-за стола и подошёл, чтобы посмотреть рисунки. Когда астронавты отправлялись на стартовую площадку, Армстронг сделал жест, подняв большой палец вверх, и Калли быстро отразил это мгновение на бумаге.

## Дизайн
Первоначально Пол Калли предполагал нарисовать Луну, Землю в отдалении и лунный модуль. Но после нескольких пробных эскизов ему стало ясно, что главным событием миссии станет именно первый шаг на лунную поверхность. Он знал, что Армстронг ступит на Луну, сойдя с тарелки опоры лунного модуля, именно левой ногой. Это было спланировано и оговорено заранее. Единственное, чего Калли никак не мог знать, — это то, куда именно сядет лунный модуль: на твёрдую скальную поверхность или на рыхлый грунт. Художник нарисовал так, что тарелки опор делают едва заметный отпечаток на поверхности, и, как показали реальные события, не ошибся. Дизайн нарушал федеральный закон США, запрещавший использование изображений живущих людей на почтовых марках. Хотя лицо человека, делающего шаг на лунную поверхность, было полностью скрыто скафандром, всем было ясно, что это Нил Армстронг. Тем не менее, в официальных пресс-релизах почтовое ведомство США называло его «астронавтом» («spaceman»), а чиновники разъясняли, что это символ, и просили не воспринимать его буквально.

## «Лунное письмо»
«Лунное письмо» не было погашено Армстронгом и Олдрином на лунной поверхности, как планировалось до полёта. Из-за крайне плотного графика пребывания астронавтов на Луне письмо оставалось на орбите с Майклом Коллинзом в командно-служебном модуле «Колумбия». В то же время НАСА заверило почтовое ведомство, что клише для изготовления марки проделало весь намечавшийся изначально путь на лунную поверхность и обратно. По возвращении на Землю клише было подвергнуто дезинфекции в Центре пилотируемых полётов в Хьюстоне и доставлено в Вашингтон 31 июля 1969 года, через неделю после возвращения астронавтов.
Майкл Коллинз позднее в своей книге «Carrying the Fire» написал, как происходило гашение «лунного письма» с пробной маркой. По его словам, это было 22 июля, во время обратного полёта к Земле. Он, Армстронг и Олдрин сначала сделали три оттиска штемпелем на страницах полётного плана и только после этого осторожно проштемпелевали письмо. По возвращении на Землю оно также прошло дезинфекцию и было передано Генеральному почтмейстеру Уинтону Блаунту 5 августа. «Лунное письмо» проделало путь длиной более 800 000 км, к тому времени самое большое расстояние для почтового отправления.

## Печатание марки
Марка «Первый человек на луне» была напечатана комбинированным способом офсетной фотолитографии и нишевой гравировки. По размеру, 4,57 см × 2,67 см, она стала самой большой маркой США из выпущенных к тому времени. Ввиду этого марки печатались листами по 128 экземпляров вместо обычных 200 и нарезались на марочные листы по 32 штуки вместо традиционных 50. Общий тираж составил 152 364 800 экземпляров.

## Конверты первого дня
Марка вызвала большой интерес среди филателистов. В течение трёх недель после объявления о её выпуске Почтовая служба США получила 500 000 заказов на конверты первого дня, на которых будет стоять не только почтовый штемпель дня выпуска, «9 сентября, Вашингтон» («September 9 Washington, D. C.»), но и копия специального штемпеля, которым астронавты проштемпелевали «лунное письмо», с текстом: «20 июля. Посадка на Луну США» («July 20 „MOON LANDING USA“»). Около 1⁄5 части заказов поступило из-за рубежа. Больше всего их было из Австралии, Великобритании, Франции и Бельгии. Всего заказы пришли более чем из 100 стран мира. Никогда прежде марки США не пользовались таким спросом.

Конверты первого дня
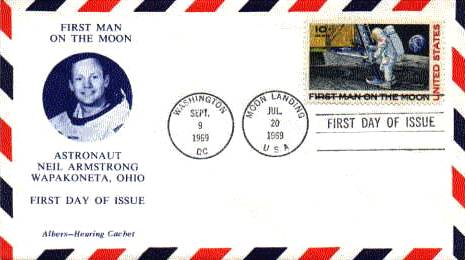
Один из вариантов конверта со штемпелем, поставленным вручную

Общий тираж конвертов первого дня составил 8 743 070 экземпляров, почти втрое превысив предыдущий 3-миллионный рекорд (даже впоследствии одна из самых популярных марок, когда-либо печатавшихся в США, коммеморативная марка, посвящённая Элвису Пресли и выпущенная 8 января 1993 года, зафиксировала результат 4 451 718 конвертов первого дня). Штат работников, занятых изготовлением конвертов, был увеличен с традиционных 40 до 100 человек. Но даже после этого потребовалось 5 месяцев, чтобы выполнить весь объём работ.

## Презентация выпуска
9 сентября 1969 года состоялась церемония презентации выпуска марки, на которой присутствовали все трое членов экипажа «Аполлона-11»: Нил Армстронг, Майкл Коллинз и Эдвин Олдрин, а также директор НАСА Томас Пейн. Генеральный почтмейстер Уинтон Блаунт преподнёс им по альбому, в каждом из которых было по 32 марки. Армстронг в своём выступлении подтвердил, что астронавты отложили гашение «лунного письма» с маркой до 22 июля, когда они все уже снова были вместе. Он рассказал, что при гашении они втроём держали штемпель одновременно. Дата на штемпеле осталась прежней — 20 июля, день посадки на Луну.
Олдрин был неприятно поражён тем, что авторы марки вновь отдали все лавры одному человеку (англ. Man, а не множественное Men) — то есть Армстронгу. Олдрин написал в автобиографии:

«Бог знает что заставило их сделать именно такую надпись. Я почувствовал себя бесполезным, а мой отец и вовсе пришёл в бешенство … Следовало писать „люди“, во множественном числе».
Оригинальный текст (англ.)
„Lord knows what prompted the caption under the stamp, but it caused me to feel rather useless and it positively infuriated my father … 'Men' would have been more accurate.“

По словам Олдрина, в день презентации он «не был расстроен, но происшедшее казалось неправильным, особенно когда почтовики предложили Нилу, Майку и мне подписать кучу конвертов первого дня … но мы сосредоточились и подписали всю стопку, потому что такова участь американских героев». Отец Олдрина не был связан такими условностями и устроил демонстрацию у стен Белого дома, требуя сменить надпись на марке.

## Экземпляры с ошибками
В октябре 1969 года в Техасе были обнаружены первые экземпляры марок с ошибками. На них отсутствовал красный цвет (полосы на флаге США на плече скафандра астронавта), но, с другой стороны, жёлтые посадочная ступень лунного модуля и стекло гермошлема оказались в мелких пятнышках светло-красной краски. В каталоге почтовых марок «Скотт» эта разновидность значится под номером C76a[≡]. В декабре 1993 года вертикальная пара из нормальной марки и марки без красного цвета была продана на аукционе за 360 долларов США. Кроме того, существует довольно много экземпляров с заметным смещением офсетных цветов. Наиболее ценятся марки с максимальным смещением. Например, такие, на которых цвета смещены вниз настолько, что Земля касается поверхности Луны, а звёзды на флаге на скафандре оказываются ниже полос. Квартблок таких марок с номером печатной формы был продан на аукционе в январе 1994 года за 57,5 доллара США.

## Страховые конверты
Для экипажа «Аполлона-11» были изготовлены так называемые «страховые конверты» в трёх вариациях и очень ограниченными тиражами. В случае гибели астронавтов их родственники имели возможность продать эти филателистические сувениры и дополнительно выручить приличные деньги, учитывая, что жизнь астронавтов не была застрахована на большие суммы. Такие конверты производились и для экипажей последующих лунных миссий, вплоть до полёта «Аполлона-16».

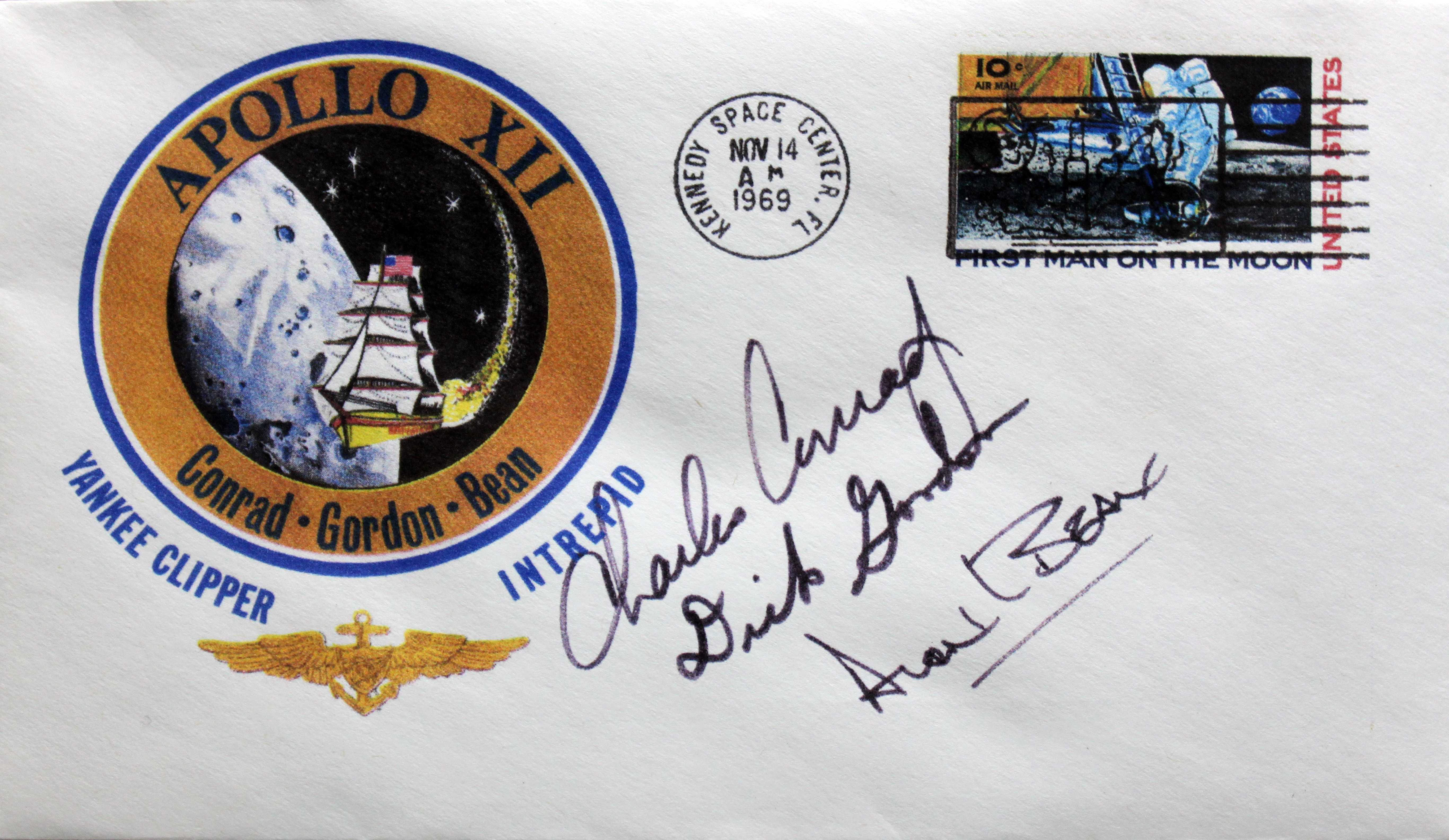
Страховой конверт «Аполлона-12», выполненный в виде художественного маркированного конверта. В качестве знака почтовой оплаты на нём была напечатана коммеморативная марка «Первый человек на Луне» (1969)

## Память. Юбилейные марки

### К 20-летию высадки на Луну
В честь 20-летнего юбилея посадки первого пилотируемого космического корабля на Луну была выпущена юбилейная марка для приоритетных почтовых отправлений номиналом $2,40. Это противоречило одному из принципов Общественного консультативного комитета по маркам, который заключается в том, что марки, посвящённые историческим событиям, могут выпускаться только к юбилеям, кратным 50 годам. Но чиновники почтового ведомства настояли, что первая посадка людей на Луну — это событие такой исторической важности, ради которого можно поступиться принципами.
Автором дизайна марки стал сын Пола Калли, Кристофер, также художник, работавший с НАСА. Первоначально он предложил сделать марку на марке с использованием оригинального дизайна своего отца. Но эта идея была отклонена Почтовой службой США. Из нескольких проектов марки был выбран вытянутый по вертикали с изображением двух астронавтов «Аполлона-11», устанавливающих флаг США на лунной поверхности. Марки размером 3,175 см в ширину и 4,6 см в высоту печатались путём сочетания офсетной и глубокой печати. На церемонии презентации выпуска марки 20 июля 1989 года присутствовали 41-й Президент США Джордж Буш-старший, астронавты «Аполлона-11» в полном составе, а также отец и сын Калли. В общей сложности было проштемпелёвано 208 982 конверта первого дня с этой маркой. Всего же, по данным Почтовой службы США, к 1994 году у филателистов осело 10,1 млн этих марок на сумму 24,4 млн долларов США.
В процессе печатания из-за производственного брака появилось несколько разновидностей марок с ошибками, которые были обнаружены в 1990 году. На двух полных марочных листах по 20 марок в каждом совсем отсутствовала чёрная краска, которая прорисовывала детали скафандров и лунной поверхности. Отдельные марки с таким дефектом были проданы на аукционах в мае 1992 года по 2600 долларов за штуку и в марте 1993 года — по 2000 долларов. Кроме того, два полных листа и один частично оказались без перфорации. Горизонтальная пара таких марок была реализована в мае 1992 года за 850 долларов.

### К 25-летнему юбилею
Принцип выпуска марок к юбилеям был нарушен ещё раз пятью годами позже. 20 июля 1994 года, в день 25-летия первой высадки людей на Луну, вышла марка для отправлений экспресс-почтой номиналом $9,95. Авторами дизайна на этот раз выступили оба Калли, отец и сын. На марке изображены два астронавта «Аполлона-11», салютующие флагу США, лунный модуль и Земля. Поскольку марка была очень дорогой, одновременно были выпущены стандартные коммеморативные марки номиналом 29 центов. Они были вертикальными, рисунок не повторял в точности рисунка марки экспресс-почты. На 29-центовой марке остался только один астронавт, держащий флаг, Земля была помещена в центре, прямо над его головой.
Эти марки не печатались в обычных марочных листах. Они были выпущены в уникальном формате, ни разу не использовавшемся до того почтовым ведомством США, — почтовыми блоками по 12 марок (3 ряда по 4 марки) и с иллюстрированным обрамлением. Размеры листа — 15,24 см в ширину и 19,84 см в высоту. На обрамлении, занимавшем примерно 60 % площади листа, была помещена фотография восхода Земли над Луной, сделанная астронавтами «Аполлона-8» во время их полёта по окололунной орбите. В правом нижнем углу листа приведены слова Нила Армстронга, произнесённые им после первого шага на лунную поверхность.
Торжественная церемония, посвящённая выпуску марки, состоялась в Национальном музее авиации и космонавтики Смитсоновского института в Вашингтоне. На неё неожиданно приехал Эдвин Олдрин, который не был заявлен заранее в числе высоких гостей. Вместе с директорами Почтовой службы и НАСА он снял покрывало с огромной копии 29-центовой марки. Такая же копия 9,95-долларовой марки к тому моменту уже была открыта. На церемонии присутствовали отец и сын Калли, которые раздавали всем желающим свои автографы на конвертах первого дня.

### Планы к 50-летию
Уже в 1994 году отец и сын Калли заявляли, что они смотрят вперёд и думают над дизайном марки к 50-летнему юбилею первой высадки землян на Луну, который будет отмечаться в 2019 году. Пол Калли говорил, что они с сыном сделают рисунок в следующем году и положат его в банк. По его словам, в беседе с сыном он только выразил сомнение, сможет ли он сам подписать рисунок по прошествии ещё 25 лет. На это Крис ему ответил: «Не волнуйся, отец, когда придёт время, я покажу тебе, где нужно поставить подпись». А один чиновник Почтовой службы США даже высказал предположение насчёт дизайна будущей марки. По его словам, налицо последовательность: сначала астронавты ступают на Луну (1969 год), затем устанавливают флаг (1989 год) и позируют рядом с ним, отдавая ему честь (1994 год). Когда дойдёт до 50-летнего юбилея, заключил чиновник, возможно, астронавты будут взлетать в лунном модуле навстречу командному кораблю.